# Kayla Pratt
Kayla Pratt (Auckland, 27 de mayo de 1991) es una deportista neozelandesa que compitió en remo.
Ganó tres medallas en el Campeonato Mundial de Remo entre los años 2013 y 2015. Participó en los Juegos Olímpicos de Río de Janeiro 2016, ocupando el cuarto lugar en la prueba de ocho con timonel.

## Palmarés internacional
| Campeonato Mundial | Campeonato Mundial       | Campeonato Mundial | Campeonato Mundial |
| Año                | Lugar                    | Medalla            | Prueba             |
| ------------------ | ------------------------ | ------------------ | ------------------ |
| 2013               | Chungju (Corea del Sur)  | Medalla de bronce  | Dos sin timonel    |
| 2014               | Ámsterdam (Países Bajos) | Medalla de oro     | Cuatro sin timonel |
| 2015               | Aiguebelette (Francia)   | Medalla de plata   | Ocho con timonel   |